# Cephalenicodes bimaculatus
Cephalenicodes bimaculatus är en skalbaggsart som först beskrevs av Fauvel 1906.  Cephalenicodes bimaculatus ingår i släktet Cephalenicodes och familjen långhorningar. Inga underarter finns listade.